# 물리학의 우드스톡
" 물리학의 우드스톡 "이라는 용어는 물리학자들이 1987년 3월 18일 고온 초전도체 과학의 최근 발견에 대한 51개의 발표를 특징으로 하는 미국 물리 학회 회의의 마라톤 세션을 언급하기 위해 사용되는 용어이다. 다양한 발표자들은 이러한 신소재가 곧 혁신적인 기술 적용으로 귀결될 것이라고 예상했지만 이후 30년 동안 이는 지나치게 낙관적인 것으로 판명되었다. 이름은 1969년 우드스톡 페스티벌을 참조했다.
1980년대 중반에 일련의 혁신이 있기 전에 대부분의 과학자들은 초전도체의 극도로 낮은 온도 요구 사항으로 인해 일상적으로 사용하기에는 비실용적이라고 믿었다. 그러나 1987년 3월에 세라믹 초전도체에 대해 훨씬 더 높은 온도  – 액체 질소로 냉각하여 달성할 수 있는 93 K (−180 °C; −292 °F) - 에서 작동한 초전도체를 생성하는 연구가 성공했다. 이 실험에서 앨라배마 대학교 헌츠빌의 M.K 우와 짐 애쉬번이  발견했고 과 휴스턴 대학의 폴 추가 검증을 맡았다. 과학계는 흥분으로 떠들썩했다.
발견이 너무 최근이어서 마감일까지 제출된 논문이 없었다. 그러나 협회는 새로운 연구에 대해 논의하기 위해 연례 회의에 마지막 순간 세션을 추가했다. 회의 주최자 중 한 명인 초전도체 연구원인 물리학자 M. 브라이언 메이플이 회의를 주재했다. 뉴욕 힐튼호텔의 Sutton 회의실에서 오후 7시 30분에 시작할 예정이었지만 흥분한 과학자들이 5시 30분부터 줄을 서기 시작했다. 폴 추와 카를 알렉산더 뮐러 ( 요하네스 게오르크 베드노르츠와 함께 초전도체 연구로 1987년 노벨 물리학상을 수상함)와 같은 주요 연구원들은 그들의 연구를 설명할 10분을 받았으며, 다른 물리학자들에게는 5분이 주어졌다. 거의 2,000명의 과학자들이 무도회장에 끼어들려고 했으며, 자리를 찾지 못한 이들은 통로를 가득 메우거나 방 밖 텔레비전 모니터로 지켜봤다. 세션은 오전 3시 15분에 끝났지만 많은 사람들이 프레젠테이션을 논의하기 위해 새벽까지 머물렀다. 이 회의는 초전도체에 대한 주류 언론의 관심을 급증시켰고 전 세계의 실험실은 이 분야에서 돌파구를 찾기 위해 경쟁을 시작했다.
이듬해 (1988)  110 K (−163 °C; −262 °F) 이상 온도에서 초전도 현상이 발생하는 새로운 구리 산화물 초전도체인 비스무트 기반 BSCCO와 탈륨 기반의 TBCCO 가 발견되었다.   그래서 다음 3월에 뉴올리언스에서 열린 미국물리학회 회의에서 이 새로운 최초의 '세 자릿수 온도 초전도체'의 합성과 특성을 강조하기 위해 특별 저녁 세션인 '물리학의 우드스톡-II'가 급히 조직되었다.'. 세션의 형식은 뉴욕에서 열렸던 것과 똑같았으며, 원래 우드스톡 세션에 참가했던 몇몇 참가자들이 다시 참가했다. 탈륨 기반 초전도체를 발견한 사람 중 한명인 아칸소 대학교의 앨런 M. 허먼과 로라 H. 그린이 새로운 연구자로 패널에 참가했다. 1988년 세션은 사우스캐롤라이나 대학교의 티미르 타다가 의장을 맡았다.
2007년 3월 5일, 원래 행사에 참가했던 많은 참가자들이 덴버에서 다시 모여 20주년 기념 세션을 기념하고 검토했다. 재결합 행사는 다시 메이플이 의장을 맡았다.

## 노트
1. ↑  Boebinger, Gregory (2019년 7월 12일). “The "Woodstock of Physics" Is Finally Living Up to Its Promise”. 《Scientific American Blog Network》 (영어). 2019년 7월 19일에 확인함.
2. 1 2  Chang, Kenneth (2007년 3월 6일). “Physicists Remember When Superconductors Were Hot”. 《New York Times》. 2013년 8월 22일에 확인함.
3. ↑  Scott, Janny (1987년 4월 5일). “Resistance Movement : Breakthroughs in Electrical Superconductors Have Scientists Charged Up”. 《Los Angeles Times》. 2013년 8월 22일에 확인함.
4. ↑  Lemonick, Michael D. (1987년 5월 11일). “Science: Superconductors!”. 《Time Magazine》. 2007년 3월 21일에 원본 문서에서 보존된 문서. 2013년 8월 22일에 확인함.
5. ↑  Poole, Robert (1988). “New Superconductors Answer Some Questions”. 《Science》 240 (4849): 146– 147. Bibcode:1988Sci...240..146P. doi:10.1126/science.240.4849.146. PMID 17800914.
6. ↑  “20th Anniversary of High Tc Superconductivity 'Woodstock' Session”. 《Forum on the History of Physics》. American Physical Society. 2013년 8월 26일에 확인함.

## 참조
- Fishlock, David (1987년 4월 3일). “A Ceramic Goldmine At The Electronics Frontier; Superconductivity”. 《The Financial Times》.
- Fishlock, David (1989년 3월 17일). “Superconductivity Hits A Quieter Note Since The 'Woodstock Of Physics'”. 《The Financial Times》.
- Dahl, Per Fridtjof (February 1992). 《Superconductivity: Its Historical Roots and Development from Mercury to the Ceramic Oxides》. ISBN 9780883188484.
- Poole, Charles P.; Datta, Timir; Farach, Horacio A. (1988). 《Copper oxide superconductors》. ISBN 9780471623427.